# ぽっぴん'どりーむ!
『ぽっぴん’どりーむ!』は、Poppin'Partyの17枚目のシングルである。2022年1月5日にブシロードミュージックから発売された。

## 概要
表題曲「ぽっぴん’どりーむ!」は劇場版『BanG Dream! ぽっぴん’どりーむ!』のオープニングに使用され、カップリング曲「星の約束」は同エンディングに使用されている。もう一つのカップリング曲｢イントロダクション｣は、2021年12月1日から先行配信されており、バンドリ!ガールズバンドパーティー!初のアーティストタイアップ｢Poppin’Party×Ayase｣のためにAyaseが作詞作曲を担当している。
通常盤 (BRMM-10490) とBlu-ray付生産限定盤 (BRMM-10489) の2種類がリリースされていて、Blu-rayには2020年10月に東京ガーデンシアターで開催されたBanG Dream! 8th☆LIVE「Breakthrough!」のライブ映像と、「イントロダクション」のミュージックビデオが収録される。
また、初回生産分限定特典として、2022年に開催予定のPoppin'Party単独ライブイベント最速先行抽選申込券と、オリジナルキャラクターカード（全5種）が1枚封入されている。

## 収録曲

### CD（生産限定盤・通常盤共通）
1. ぽっぴん’どりーむ! [4：29]
  - 作詞：中村航
  - 作曲：上松範康 (Elements Garden)
2. 星の約束 [4：05]
  - 作詞：中村航
  - 作曲：笠井雄太 (Elements Garden)
3. イントロダクション [3：42]
  - 作詞：Ayase
  - 作曲：Ayase
4. ぽっぴん’どりーむ! (instrumental)
5. 星の約束 (instrumental)
6. イントロダクション (instrumental)

### Blu-ray（生産限定盤のみ）
BanG Dream! 8th☆LIVE「Breakthrough!」ライブ映像
Disc1：BanG Dream! 8th☆LIVE「Breakthrough!」キラキラ☆Festa Day!
1. Poppin'Party Documentary Film①
2. Breakthrough!
3. ときめきエクスペリエンス!
4. キズナミュージック♪
5. ぽっぴん’しゃっふる
6. Step×Step!
7. イニシャル
8. Returns
9. What's the POPIPA!?
10. Time Lapse
11. Hello! Wink!
12. ティアドロップス
13. STAR BEAT!〜ホシノコドウ〜
14. Yes! BanG_Dream!
15. Poppin'Party Documentary Film②
16. Light Delight
17. ミライトレイン
18. 「イントロダクション」ミュージックビデオ

Disc2：BanG Dream! 8th☆LIVE「Breakthrough!」ドキドキ♪Special Day!
1. Poppin'Party Documentary Film①
2. Breakthrough!
3. Returns
4. イニシャル
5. ぽっぴん’しゃっふる
6. Step×Step!
7. ときめきエクスペリエンス!
8. キズナミュージック♪
9. What's the POPIPA!?
10. Time Lapse
11. Hello! Wink!
12. ティアドロップス
13. Light Delight
14. ミライトレイン
15. Poppin'Party Documentary Film②
16. 前へススメ！
17. Yes! BanG_Dream!